# آنتونی استرنهام
آنتونی استرنهام (انگلیسی: Anthony Stransham; ۲۲ دسامبر ۱۸۰۵ – ۶ اکتبر ۱۹۰۰) افسر نظامی بود. او همچنین برندهٔ جوایزی همچون نشان حمام شده‌است.